# Ricse
Ricse est un village et une commune du comitat de Borsod-Abaúj-Zemplén en Hongrie.

## Histoire
Avant la Seconde Guerre mondiale, la ville comptait une importante communauté juive.

## Personnages célèbres
- Adolph Zukor, le fondateur de Paramount Pictures, né dans la ville en 1873.